# Râul Valea Baciului, Bârzava
Râul Valea Baciului este un afluent al râului Valea Mare. 

## Hărți
- Harta Județului Caraș-Severin
- Harta Munții Semenic  Arhivat în 4 martie 2016, la Wayback Machine.
- Harta Munții Aninei [nefuncțională – arhivă]